# Phaonia gallicola
Phaonia gallicola este o specie de muște din genul Phaonia, familia Muscidae, descrisă de Albquerque în anul 1958. Conform Catalogue of Life specia Phaonia gallicola nu are subspecii cunoscute.